# Shuttle Radar Topography Mission

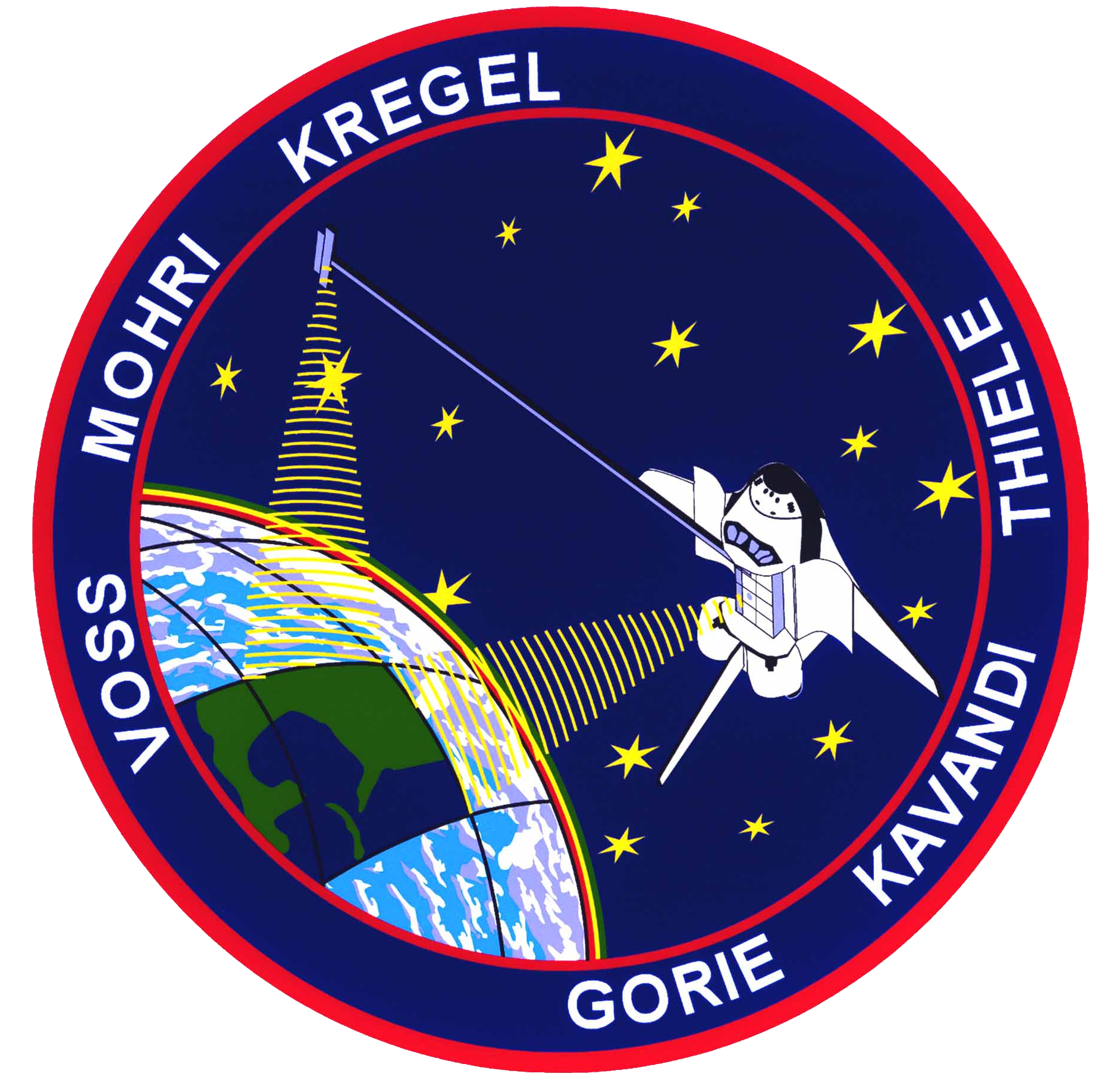
STS-99のミッションパッチ

Shuttle Radar Topography Mission（シャトル レーダー トポグラフィー ミッション、SRTM）は、スペースシャトルに搭載したレーダーで、地球の詳細な数値標高モデルを作製することを目的としたミッションである。
2000年、毛利衛も参加したエンデバーのSTS-99ミッションで行なわれ、ペイロードベイのメインアンテナと長さ60mのマストの先の外部アンテナで構成されるCバンド及びXバンド干渉合成開口レーダーで、緯度60度内を測量し陸地の80％の標高データを得た。Cバンドの標高データは無償でダウンロードでき、3秒角（約90m）メッシュのSRTM-3、30秒角（約900m）メッシュのSRTM-30、及びアメリカ国内の1秒角（約30m）メッシュのSRTM-1が公開されている。
高解像度の地形標高データは、これまで米国内でしか公開されていなかったが、2015年から世界中で公開するとホワイトハウスが2014年9月に発表した。SRTMで得られた解像度90mの低解像度データは2003年に公開されていたが、オリジナルデータの解像度30mのものが公開される。
観測期間中、各地でコーナーキューブで電波を反射させ地形図に文字を書き込む実験が行われた。